# آنکارینورو
آنکارینورو (به لاتین: Ankarinoro) یک منطقهٔ مسکونی در ماداگاسکار است که در ناحیه فاندریانا واقع شده‌است. آنکارینورو ۷٬۰۰۰ نفر جمعیت دارد و ۱٬۴۳۲ متر بالاتر از سطح دریا واقع شده‌است.